# Vivian (Louisiana)
Vivian város az Amerikai Egyesült Államok Louisiana államában, Caddo megyében. Lakosainak száma 3073 fő (2020. április 1.).

## Népesség
A település népességének változása:
| Lakosok száma | 3671 | 3482 | 3073 |
|               | 2010 | 2019 | 2020 |